# Griffinia parviflora
Griffinia parviflora är en amaryllisväxtart som beskrevs av Ker Gawl. Griffinia parviflora ingår i släktet Griffinia och familjen amaryllisväxter. Inga underarter finns listade i Catalogue of Life.